# Guido Strobl
Guido Strobl (* 17. April 1910 in Stanislau; † 4. Januar 1945 in Frankreich) war ein deutscher Verwaltungsjurist, der u. a. als Bezirkshauptmann in Budweis tätig war.

## Leben
Nach dem Schulbesuch studierte er Rechtswissenschaft und war ab 1936 als Anwalt in Iglau tätig. 1938 trat er der Sudetendeutschen Partei ein und stellte noch im gleichen Jahr erfolgreich den Aufnahmeantrag in die NSDAP. Von November 1938 bis März 1939 war er in der Preisbildungsstelle für die sudetendeutschen Gebiete tätig und wechselte dann in die Behörde des Reichsprotektors von Böhmen und Mähren in Prag. 1942 erfolgte seine Ernennung zum Bezirkshauptmann von Budweis. Daneben leitete er ab November 1942 vertretungsweise auch die Bezirksbehörde in Wittingau. 1944 erfolgte sein Einsatz in der Behörde des Staatsministers für Böhmen und Mähren. Noch im gleichen Jahr meldete er sich zur Waffen-SS und nahm aktiv am Zweiten Weltkrieg teil, wo er Anfang 1945  sein Leben verlor.